# Fengg
Der Fengg ist eine Sagengestalt in den Schweizer Alpen. Der Fengg ist liebenswürdig und ist nicht verwandt mit den Fänggen der deutschen und österreichischen Sagenwelt. 
Fenggen sind hilfsbereite, liebe kleine Wesen, die Bauern und armen Leuten in der Not helfen. Sie bringen verirrte Kühe zurück in den Stall, helfen dem Senn beim Melken oder reparieren Geschirr.
Der Fengg ist eine der wenigen Schweizer Sagengestalten, die auch in Frauengestalt auftreten. Oft ist der weibliche Fengg ein Hutzelweib oder ein altes Weiblein in Lumpen, das lieb und hilfsbereit ist.
Eine typische Erzählung von einem Fengg ist die Episode in der Sage Die verlorenen Kühe, erzählt von Curt Englert-Faye. Ein Bauer fand seine Kühe auf der Alp im Herbst nicht mehr. Ein Hudelmannli sagte ihm, er solle nächstes Jahr trotzdem mit seinem Bub zur Alp fahren. Im Frühjahr nach dem Alpaufzug brachten Fenggen ihm die Kühe zurück:
„Im Maien fuhren sie z 'Alp, er und der Bub. Bald klopfte es an der Türe. Wie der Älpler hinaussprang, standen vor der Hütte die verlorenen Kühe und neben jeder ein schönes Kalb. Zwei Fenggenmannli hatten sie hergeleitet. Eins fragte den Älpler, was für Lohn er begehre. Nichts, sagte er, im Herbst könnt ihr sie wieder haben. Nein, sagte der Fengg, wir haben jetzt Käse genug.“
Zusammen mit dem Tuntschi und dem Toggeli ist der Fengg eine Sagengestalt der Alpengebiete.